# Infitah

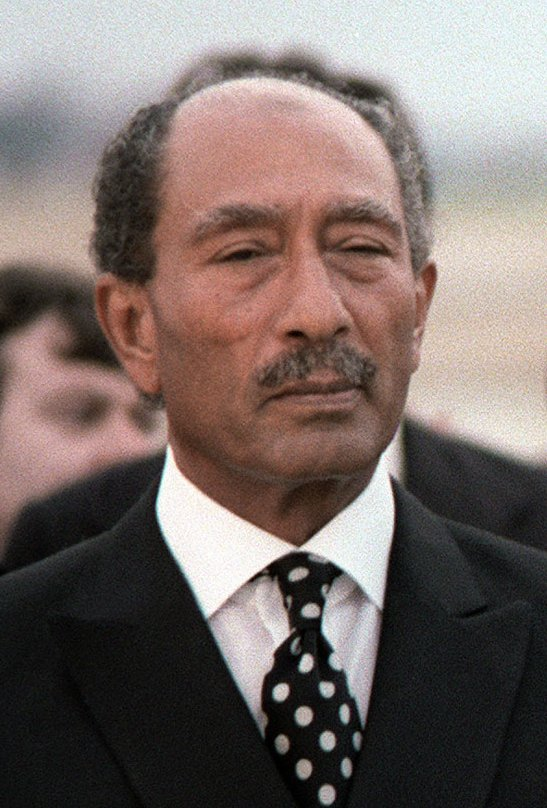
El presidente Anwar el-Sadat en una visita oficial a Estados Unidos

El Infitah (del árabe انفتاح Infitāḥ, "apertura") fue una política económica adoptada por el tercer presidente de la República Árabe de Egipto, Anwar el-Sadat en los años posteriores a la guerra de Yom Kipur, o la guerra de octubre, con Israel, que tuvo lugar en 1973. El Infitah o "Puertas Abiertas" consistió en una serie de cambios diplomáticos y económicos a través de los cuales el presidente recapitalizó Egipto. Así, Sadat abrió el país a la inversión privada y a la participación económica de particulares, a la vez que rompió la relación de alianza y ayudas con la URSS. En sí, el Infitah consistió en atraer capital extranjero, sobre todo de los Estados Unidos, así como la inversión de los empresarios locales. Con esta política, el presidente Sadat alejó la economía de Egipto del sector público, favoreciendo las inversiones en el sector privado.
Estas medidas capitalistas representaron un quiebre total con el "socialismo árabe" y otras políticas promovidas por el antecesor de Sadat, Gamal Abdel Nasser. El gobierno de Nasser centralizó el desarrollo de Egipto en el poder del gobierno y promovió la nacionalización de la banca y de sectores importantes de la industria egipcia, como la textil o la de las telecomunicaciones. Con el Infitah, en cambio, Sadat impulsó "un vuelco de la economía egipcia hacia la penetración del capital occidental y la creación y el fortalecimiento de un sector capitalista nacional."

## Contexto histórico y político
Tras la muerte de Nasser, Sadat lega los problemas económicos que se habían desarrollado hasta entonces en Egipto, entre otros: "una agricultura estancada, un sector industrial con exceso de mano de obra, y una burocracia muy desarrollada e improductiva." Buscando responder a las políticas socialistas del régimen nasserista para asegurar la legitimidad de su gobierno, Sadat desarrolló un programa económico que se institucionalizó como el Infitah.
Para la instauración del Infitah, Sadat eligió el apoyo de un consejo de confianza, que incluía al primer ministro Mahmoud Fawzi, al ministro de finanzas 'Abd al-'Aziz Higazi, al editor del periódico Al-Ahram Hassanein Heikal, y al ministro de agricultura Sayyid Mar'ai. De este grupo, tanto Fawzi como Heikal abogaban por un acercamiento a Occidente y a Arabia Saudita, sin intención de sacrificar el apoyo soviético. La reducción de las tensiones entre la Unión Soviética y Estados Unidos en 1972 hizo posible este acercamiento con la formulación de una apertura política y diplomática. Sin embargo, esta aproximación al bloque capitalista resultó en la expulsión de los soviéticos del territorio egipcio ese mismo año, a pesar de que la URSS había estado proporcionando armamento y entrenamiento al ejército del país. En parte, el alejamiento del bloque soviético permitió a Sadat alejarse también de la guerra con Israel y unir sus fuerzas en agrandar su ejército; por otro lado, el bloque soviético también prefirió este distanciamiento para evitar una confrontación con Estados Unidos.
Este alejamiento de las políticas económicas soviéticas buscaba construir un sector privado substancial mediante una alineación con Estados Unidos y Occidente, ambos símbolos de prosperidad (rakhaa) y pluralismo democrático. El primer intento de formalizar este proyecto se hizo en agosto de 1973 con un documento político formulado por un comité conjunto entre la Universidad de Ain Shams y el parlamento egipcio. Este documento buscaba, entre otras cosas, mayor independencia en los recursos militares y económicos árabes, un fortalecimiento del frente este con Israel, y una política de puertas abiertas que atrajese capital árabe y tecnología occidental. En mayo de 1973, la crisis del petróleo dio una ventaja a los estados árabes en las negociaciones con Occidente, facilitando la formulación de estas nuevas políticas económicas y diplomáticas.

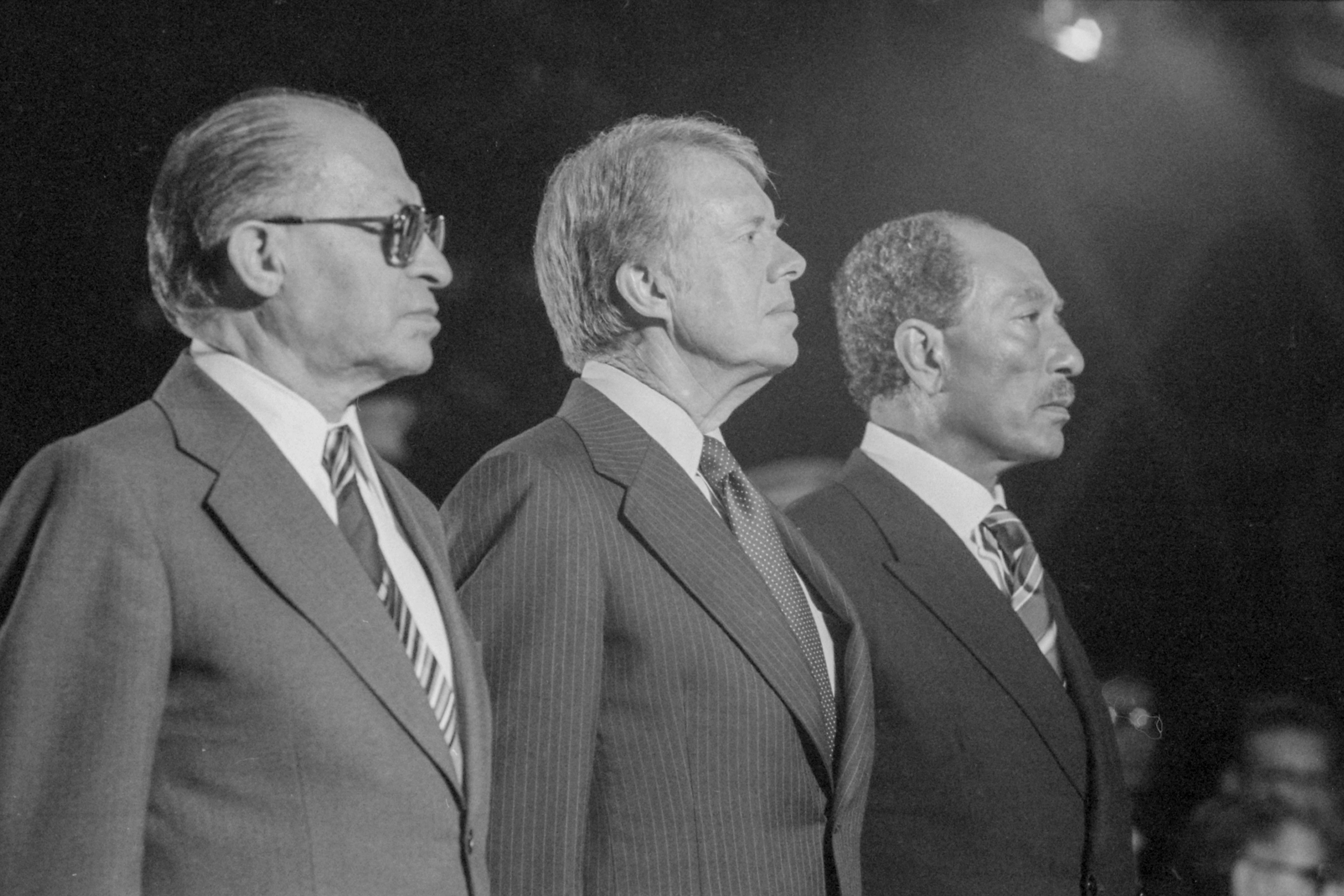
Menachem Begin, Jimmy Carter y Anwar el-Sadat en Camp David, 1978

En octubre de este mismo año tuvo lugar otro acontecimiento que influenciaría la posición adquirida por Sadat. La victoria contra Israel en la guerra de octubre de 1973 ayudó al presidente a fortalecer su legitimidad entre las élites egipcias. A partir de entonces, concentró todos sus esfuerzos en recibir ayuda de los Estados Unidos y se apartó de los proyectos promovidos por su carismático antecesor. Este proceso culminaría en la firma de los acuerdos de paz con Israel de Camp David en 1979, que apartaría definitivamente a Sadat del arabismo, del movimiento de los no alineados y del liderazgo de las naciones del tercer mundo que habían caracterizado al gobierno de Nasser.

## Objetivos económicos
Con el Infitah, y a través de estos acontecimientos, se buscaba revitalizar el sector público mediante una competición económica acrecentada con proyectos extranjeros, o a través de empresas conjuntas. También se pretendía desarrollar una capacidad de exportación nueva, convertir El Cairo en el mayor mercado monetario de la región, y resucitar el sector privado.
Hasta 1971, las inversiones extrajeras en Egipto se regulaban por leyes decretadas por el presidente Nasser en los años 1952 y 1954. Estas determinaban el porcentaje de equidad que podía pertenecer a un inversor extranjero, así como el porcentaje de beneficios que se podían exportar anualmente. Sin embargo, estas medidas no dieron pie a grandes inversiones extranjeras en esta época. El primer paso legislativo hacia una apertura económica llegó con la Ley 65 de inversión extranjera decretada en 1971, que establecía períodos de gracia para la paga de impuestos, el establecimiento de zonas libres de comercio, y autonomía para los inversores extranjeros que invirtieran en el sector público.
Entre 1971 y 1974, para promover la inversión extranjera de manera más amplia, el gobierno de Sadat puso en marcha varios proyectos con la intención de atraer petrodólares árabes a Egipto. En octubre de 1971, Egipto firmó el convenio internacional del Banco Internacional de Reconstrucción y Fomento (BIRF) para el acuerdo y arbitraje de disputas de inversión extranjera, adhiriéndose así a los métodos occidentales de trata de capital extranjero.
En junio de 1974 se decretó la Ley 43 para la inversión árabe y extranjera en Egipto, poniendo así una base legal al Infitah. De sus cláusulas se puede resaltar que: cualquier proyecto aprobado bajo esta ley se considera parte del sector privado. Además, esta ley formaliza las prioridades de inversión, que incluyen, entre otros, a proyectos autosuficientes, las exportaciones egipcias, el desarrollo de tecnologías avanzadas y de técnicas de gestión. La Ley 43 también ponía fin al monopolio del sector público sobre los bancos, proveyendo bancos comerciales privados. Se crea también una Autoridad de Inversión dentro del Ministerio de Economía que se dedicaría a aprobar las solicitudes pertinentes. Con esta base legal se comienzan a diferenciar distintos tipos de inversión con diferentes privilegios.

### Proyectos delInfitah
En parte debido a la creciente inversión extranjera, en los años 1970 numerosos proyectos capitalistas emergieron en Egipto, como una creciente empresa constructora que empezó a construir urbanizaciones residenciales, lujosos hoteles, y complejos de oficinas. Estos proyectos continuaron en los años 1980 con la construcción de la primera línea de metro y de una autopista nueva que creó un plano urbano más nivelado.

#### Oleoducto petrolero Sumed (Suez-Mediterráneo)
Entre 1971 y 1973, el ministro Higazi tenía como objetivo aunar la tecnología occidental con la gestión del capital árabe y otros recursos egipcios. Un primer proyecto fue la finalización del ya comenzado oleoducto petrolero Sumed (Suez-Mediterráneo), para el cual se buscó financiación en bancas europeas, así como en los estados de la Península arábiga. Para finales del año 1973, la compañía del oleoducto Sumed se capitalizó en 400 millones de dólares.

#### El Acuerdo del terreno de las Pirámides
En septiembre de 1975, se aprobó un proyecto conjunto entre la Compañía Egipcia para el Desarrollo del Turismo, y la Compañía de Propiedades del Pacífico Sur (SPP), registrada en Hong Kong. El acuerdo arrendaba 10.000 hectáreas de terreno desértico al proyecto a tarifa concesionaria, durante 99 años. La SPP propuso construir un complejo turístico gigante, así como un proyecto residencial para compradores egipcios. 
Numerosos arqueólogos que excavaban en la zona en busca de artefactos faraónicos se opusieron al proyecto, ya que podría llevar a la destrucción de estos. En 1978 se declaró que este proyecto violaba partes de la Ley 43, ya que atentaba contra la herencia histórica de Egipto. Sadat anuló su aprobación.

#### El complejo de fibra sintética al-'Amiria
En 1977, este proyecto fue promovido por el Banco Misr y su presidente Ahmed Fu'ad. Los socios extranjeros del proyecto fueron los estadounidenses Chemtex, y la compañía textil Misr-Irán (MIRTEX). Sin embargo, tras cálculos erróneos en los costes, y una extensión ilegal de privilegios a los inversores extranjeros, el proyecto también fue suspendido en 1978.

## Consecuencias internas
La implementación del Infitah generalmente se considera defectuosa por su exceso de ambición y por haber, en apariencia, abandonado la "solidaridad con los pobres" con el distanciamiento del sector público. En esta época, el gobierno recompensó a sus aliados, beneficiando enormemente a las élites sociales y políticas, y construyó así una base de poder leal al régimen con concesiones en tierras, bienes y mercancías, así como con otros mandatos y contratos con agencias y concesionarios. Los millones de egipcios pobres que se habían unido a la clase media bajo el régimen de Nasser a través de la educación y el empleo como médicos, ingenieros, docentes, abogados, periodistas del gobierno o paraestatales, quedaron atrapados en un sector público "cada vez más marginado, estancado y mal pagado" durante el Infitah. Esta disparidad económica y social se intensificó parcialmente con la Ley 43, que puso de manifiesto un debate sobre el papel de los inversores extranjeros en la agricultura, dados los bajos niveles de producción de este sector durante esta época. Se propuse arrendar el terreno a comerciantes agrícolas extranjeros con el objetivo de que exportase fuera de Egipto. Sin embargo, los planes de inversión mixta, extranjera o privada se rechazaron para la industria agrícola, dejándola de nuevo al margen.
El Infitah fue un shock para esta clase media al revertirse los principios socialistas de Nasser que habían promovido políticas de educación pública gratuita, igualdad social, la abolición del feudalismo, la nacionalización de la tierra y la industria, y una tributación progresiva. Sin embargo, aunque en 1973 se empezó a abogar por la liquidación de diversas empresas públicas, y a pesar de quedar marginado políticamente, el sector público siguió dominando la economía de Sadat. Entre 1975 y 1976, este sector demostró ser una importante fuente de ingresos y de ahorros a nivel nacional, así como un instrumento de control de la mano de obra. La proporción de la población que trabaja para el estado creció del 3,8% en el apogeo de la era de Nasser, al 10% después del impulso de Infitah a principios de los años ochenta, convirtiéndose en el 35% de toda la fuerza del país, aproximadamente. A pesar de la promoción de la inversión privada extranjera, la "contribución del estado a la formación de capital de inversión" (72%) apenas cambió desde mediados de los años sesenta hasta finales de los años setenta. Esto se vio formalizado con el proyecto del ministro de la industria, Taha Zaki, que buscaba expandir el capital del sector público con una creciente participación ciudadana. Sin embargo, este proyecto desembocó en la privatización de grandes industrias del sector público, concentrando el capital y la tecnología en el sector privado.
A nivel de vida, el Infitah significó un deterioro para muchos egipcios al provocar un alza en los precios y la inflación, al "estrangular el sector público e industrial nacional estableciendo una economía sustentada en el comercio de importaciones del extranjero." Estos acontecimientos exacerbaron una inestabilidad social que se consolidó con un endeudamiento progresivo, una falta de bienes básicos para el pueblo, y una dependencia económica en los Estados Unidos. En 1977, esto dio pie a disturbios espontáneos masivos donde se expresaba la reacción pública negativa a la retirada de los subsidios a los alimentos básicos, como el pan, que se dieron por una creciente dependencia en las exportaciones extranjeras. Además, estos movimiento también luchaban contra las políticas económicas de Sadat que incrementaron las desigualdades salariales, fortalecieron las divisiones sociales, y acecharon también a los beneficiarios de esta liberación económica; es decir, a las élites.
En el sector bancario, varios decretos siguieron a las bases legales formuladas en 1974. En 1975, los bancos del sector público pasaron a ser bancos de servicio completo; y, en 1976, se decretó la Ley 97, que permitía a estos bancos abrir cuentas de divisas extranjeras, lo que permitía transferir este dinero al extranjero libremente. Esto permitió que el sector privado accediese a los ahorros de los trabajadores migrantes egipcios, así como de otros residentes que estaban asentados en el extranjero. Un informe publicado por el Banco Central entre 1977 y 1978 declaró que el resultado de este decreto no fue un incremento en las inversiones locales, si no en la atracción de divisas extranjeras a depósitos manejados por egipcios que transferían sus bienes a bancos en el extranjero. De esta manera, el dinero se comenzó a posicionar fuera del país, en vez de ser invertido localmente.

### Levantamientos sociales

#### Shubra al-Khaima
En 1972 se manifestaron refugiados y trabajadores de la zona del Canal de Suez en Shubra al-Khaima por las condiciones laborales y de vida que allí se daban.

#### Mahalla al-Kubra
En 1975 y 1976, violentas manifestaciones se dieron en Mahalla al-Kubra por trabajadores del sector privado textil. Estos demandaban la aplicación de salarios mínimos y de bonus salariales. Estas protestas dejaron 50 muertos y 2000 detenidos. En enero de 1976, estas revueltas se expandieron a través del Nilo, concentrándose en El Cairo y Alejandría. 

#### Las revueltas del pan
En 1977, más revueltas se dieron cuando el sistema de subsidios se vio afectado por la inflación. Estas fueron iniciadas en enero por trabajadores de una fábrica en Hilwan, y por transportistas de Alejandría, desde donde se expandieron. Estos acontecimientos se conocen comúnmente como "las revueltas del pan", ya que el subsidio de este alimento clave en la dieta de muchas familias se vio enormemente afectado. En las protestas árabes de 2011, el pan se introdujo como elemento clave en los discursos reivindicativos que se alzaban entre los manifestantes: "aish, hurriyya, ‘adala ijtimaiyya" o “pan, libertad, justicia social.”

## Acontecimientos posteriores

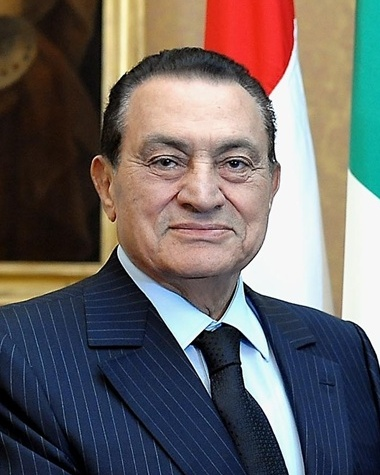
Retrato de Hosni Mubarak

Tras el asesinato del Presidente Anwar Sadat el 6 de octubre de 1981, durante la conmemoración de la victoria en la guerra de octubre de 1973, Hosni Mubarak toma el poder. Durante su gobierno, Mubarak continuó acatando la política de "Puertas Abiertas" instaurada por su predecesor, aunque la re-orientó con el fin de enfrentarse a los desequilibrios económicos y a la deuda externa que prevalecían en Egipto. Para ello, puso énfasis en el mantenimiento de los subsidios a los alimentos y replanteó el plan de paz con Israel, proyectos que consolidó al firmar cartas de intención con Fondo Monetario Internacional (FMI) en 1987 y 1991. Estos acontecimientos llevaron a una privatización progresiva del sector público egipcio, en parte impuesto por organismos financieros internacionales. Además, Mubarak continuó desarrollando la apertura política del país avanzando, entre otras cosas, una democracia de tolerancia con los partidos de la oposición o la liberación progresiva de presos políticos. A su vez, trabajó en las relaciones internacionales que habían marginado a Egipto tras los acuerdos de Camp David en 1979, consiguiendo restaurar el poder del país; volviendo a la presidencia de la Organización para la Unidad Africana en 1989; recuperando la sede de la Liga Árabe en El Cairo en 1990; y resumiendo su papel central en la cuestión palestina.